# Greiling
Greiling ist eine Gemeinde im oberbayerischen Landkreis Bad Tölz-Wolfratshausen.

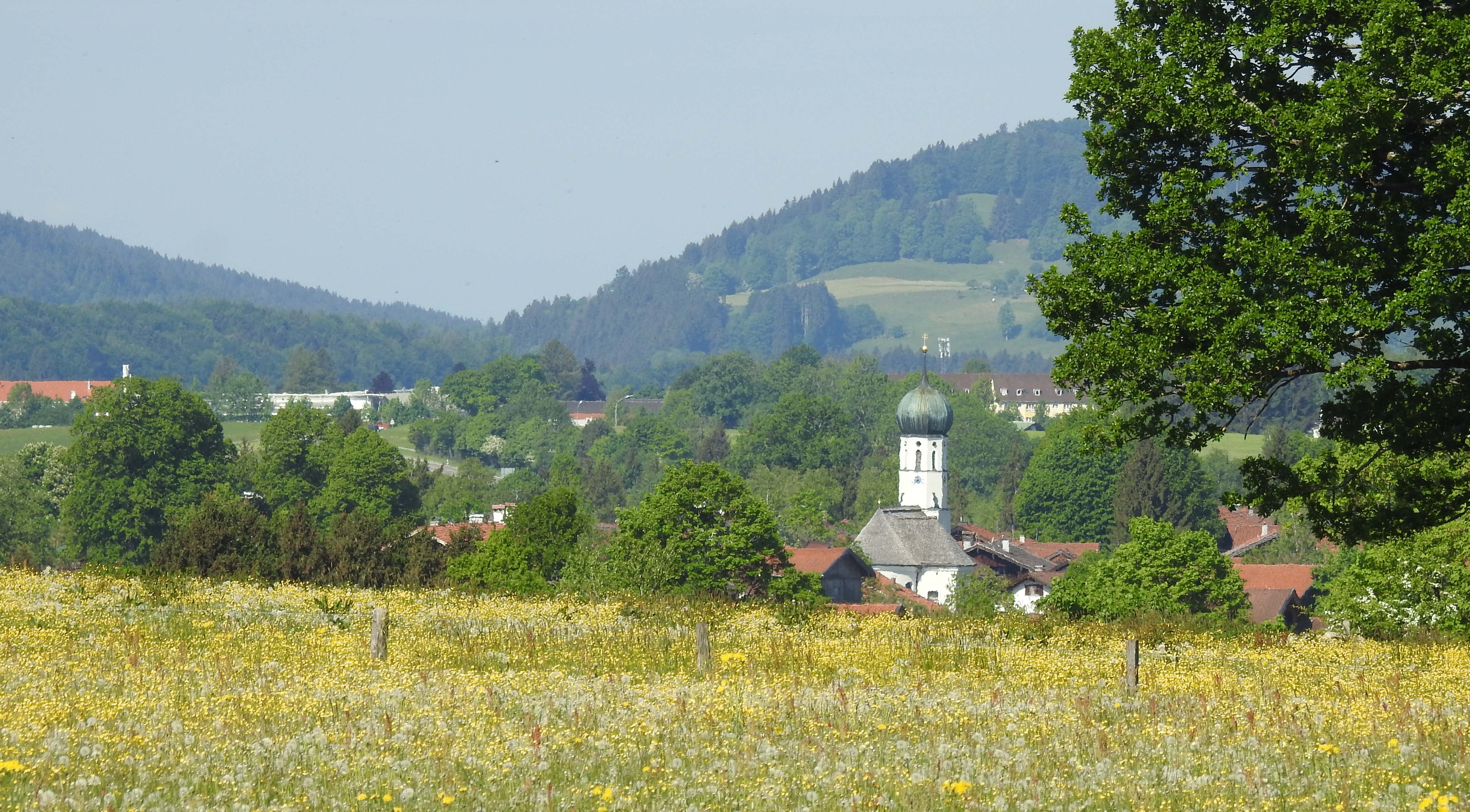
Greiling von Osten

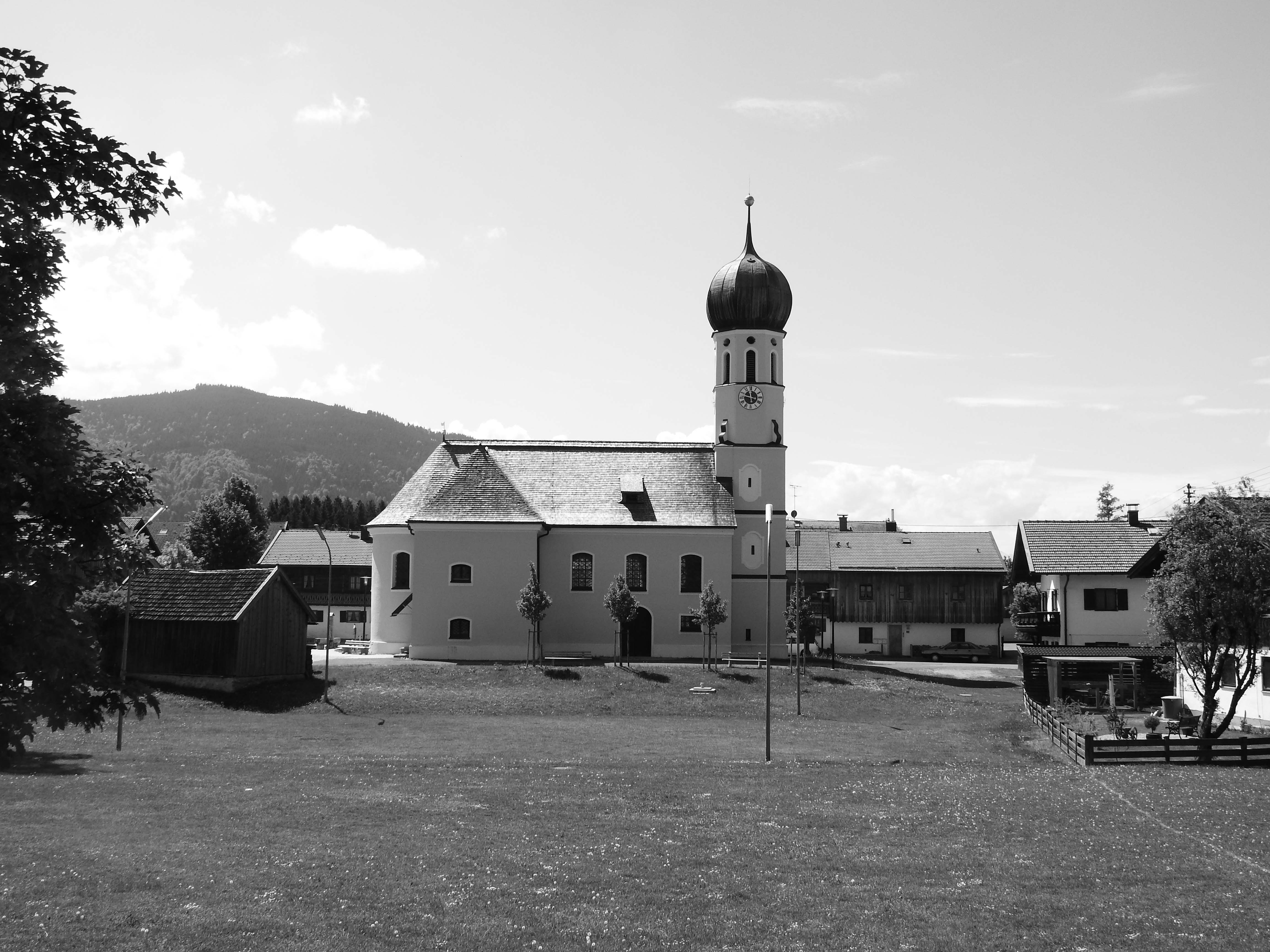
Kirche St. Nikolaus in Greiling von Norden

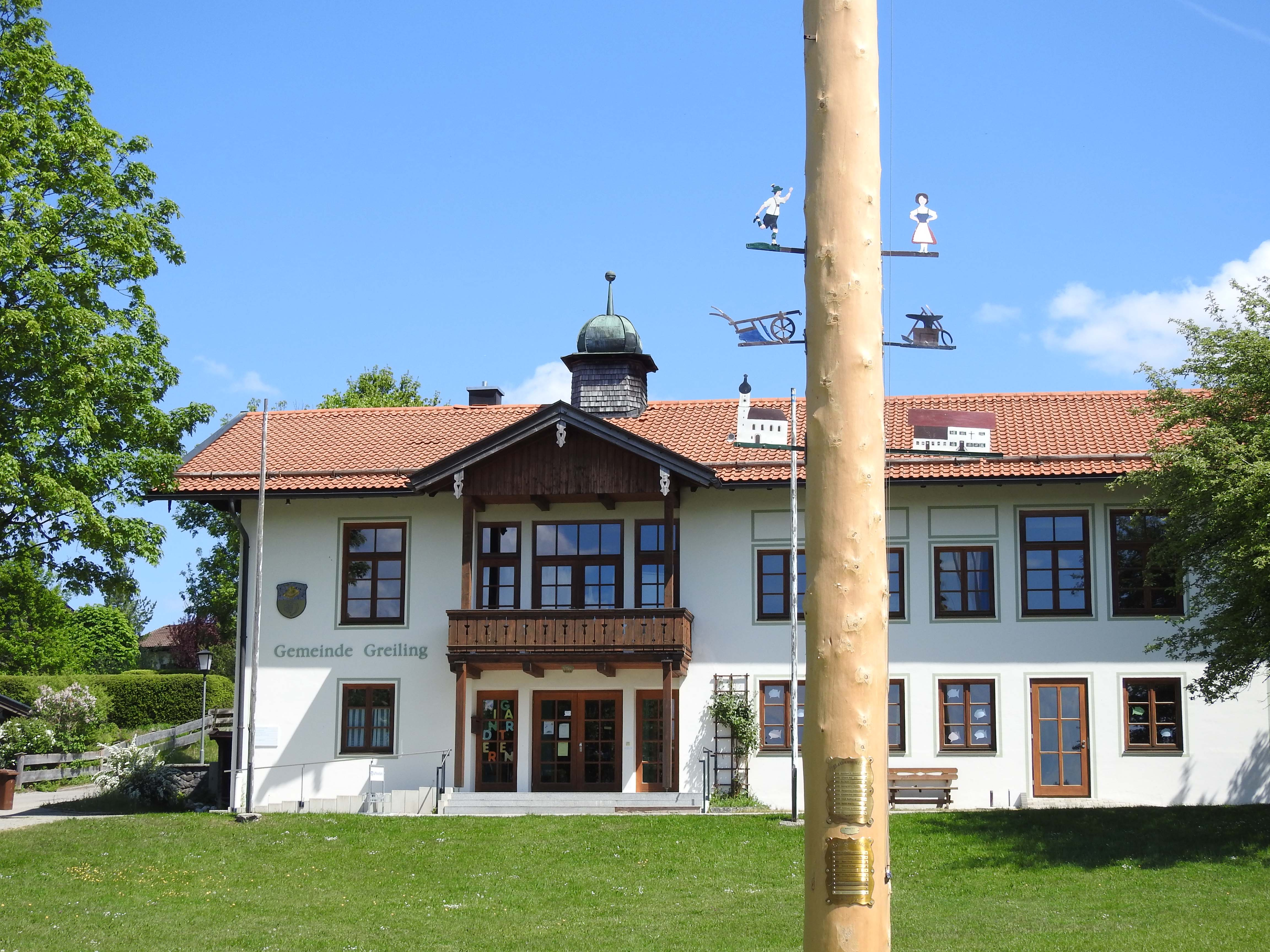
Rathaus in Greiling

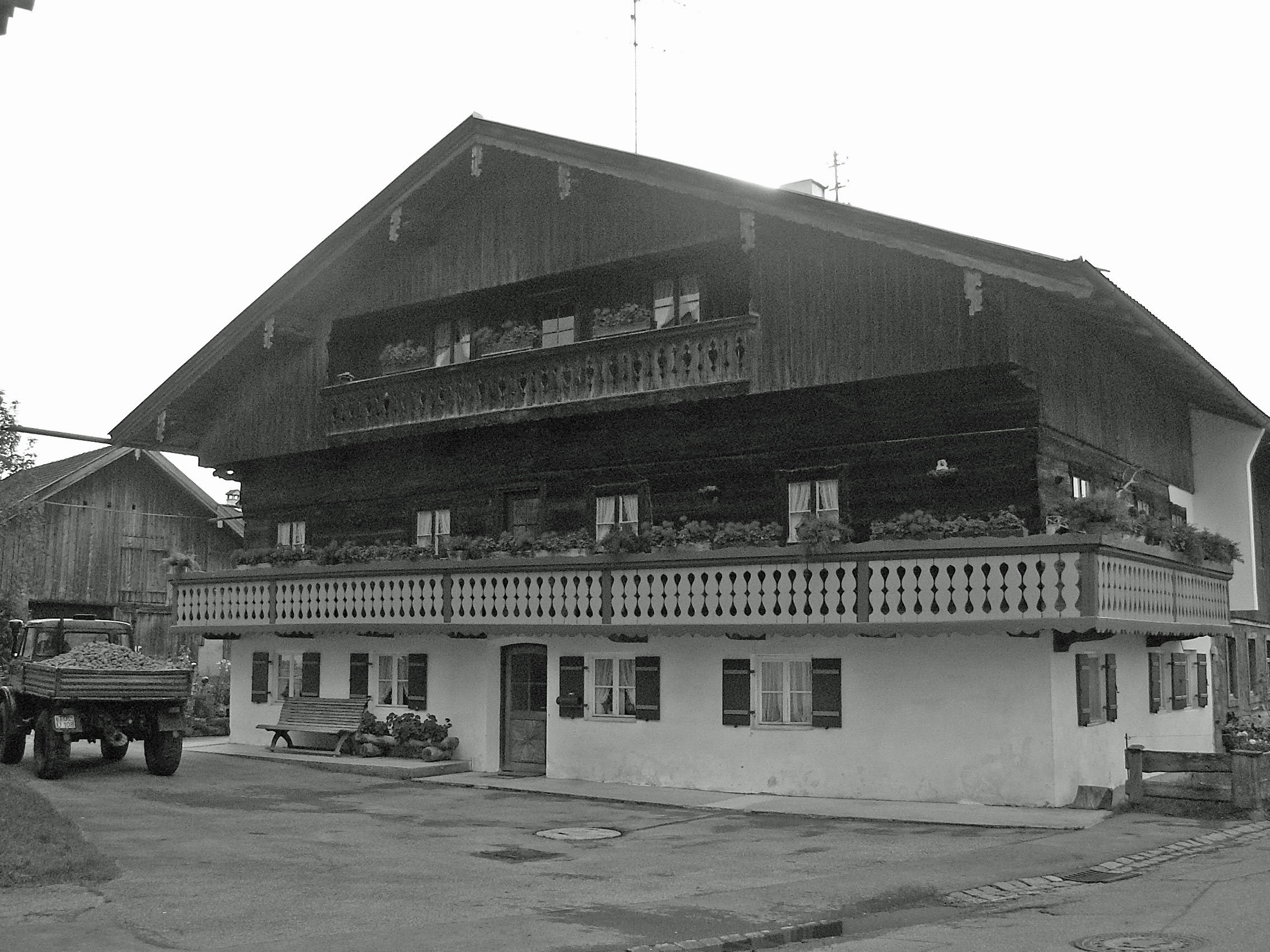
Typisches Bauernhaus in Greiling

## Geographie
Die Gemeinde liegt in der hügeligen Voralpenlandschaft nur wenige Kilometer östlich von Bad Tölz. Eine Reihe kleiner Betriebe sind angesiedelt. Der Weiherbach fließt durch Greiling.
Es gibt vier Gemeindeteile: das Kirchdorf Greiling und die drei Einöden Aigenhaus, Attenloh und Reuth.

## Geschichte
Greiling wurde 1818 im Zuge der Verwaltungsreformen in Bayern eine selbstständige politische Gemeinde.

### Einwohnerentwicklung
Zwischen 1988 und 2018 wuchs die Gemeinde von 1024 auf 1472 um 448 Einwohner bzw. um 43,8 %.

## Wirtschaft und Infrastruktur
Der Kindergarten ist im Gebäude der ehemaligen Grundschule untergebracht. Hinter dem Fußballplatz liegt das Rathaus. Die Freiwillige Feuerwehr Greiling sorgt für den Brandschutz und die allgemeine Hilfe in der Gemeinde.

### Verkehr
Greiling liegt am Bodensee-Königssee-Radweg, welcher in Lindau beginnt und zum Königssee bei Berchtesgaden führt. 

### Freizeit- und Sportanlagen
Das Segelfluggelände Greiling wird seit dem Abzug des Aeroclub Münchens vorwiegend von der Luftsportvereinigung Greiling zum Windenschlepp von Hängegleitern und Gleitschirmen genutzt. Dort ebenfalls beheimatet ist der OSVM.

Zudem gibt es in Greiling seit 1990 einen Tennisverein, den TC Greiling 1990 e. V.
Der Greilinger Feuerwehrverein und der Greilinger Gartenbauverein führen zahlreiche Mitglieder.
Auch der Greilinger Maiburschen e. V. ist ein bedeutender Verein, der das dörfliche Brauchtum am Leben erhält.

## Politik
Sitz der kommunalen Verwaltung ist das Verwaltungsgebäude in Reichersbeuern. Die Gemeinde ist Mitglied der Verwaltungsgemeinschaft Reichersbeuern.

### Bürgermeister
Erster Bürgermeister ist Anton Margreiter (FWG). Er ist seit 1. Mai 2014 im Amt.

### Gemeinderat
Nach der Gemeinderatswahl am 15. März 2020 hat der Gemeinderat 12 Mitglieder. Die Wahl brachte folgendes Ergebnis:
| Gemeinderatswahl in Greiling 2020Wahlbeteiligung: 66,4 % 80706050403020100 71,8 %28,2 % FWGCSUGewinne/Verlusteim Vergleich zu 2014 %p 20 18 16 14 12 10 8 6 4 2 0 −2 −4 −6 −8−10−12−14−16−18−20+18,1 %p−18,1 %pFWGCSU | Sitzverteilung im Gemeinderat Greiling seit 2020Insgesamt 12 Sitze - FWG: 9 - CSU: 3 |

Weiteres Mitglied und Vorsitzender des Gemeinderates ist der Erste Bürgermeister.

### Wappen
| Wappen von Greiling | Blasonierung: „Geteilt von Blau und Silber; oben ein goldener Apfel auf einem goldenen Buch, unten ein grünes Seerosenblatt.“ |
| Wappen von Greiling | Wappenbegründung: Apfel und Buch stehen als Attribute des heiligen Nikolaus für den Patron der Filialkirche von Greiling. Das Seerosenblatt ist aus dem Wappen der Benediktinerabtei Tegernsee übernommen, die vom 8. Jahrhundert bis zur Säkularisation 1803 als Grundherrschaft in Greiling von Bedeutung war. Die Feldfarben Blau und Silber spielen auf die Farben der wittelsbachischen Landesherren und des Landes Bayern an. Dieses Wappen wird seit 1959 geführt. |

## Persönlichkeiten
- Michael Pröbstl (1678–1743), als Baumeister in München tätig, ist in Greiling geboren.
- Kraudn Sepp (1896–1977), bayerischer Zitherspieler und Volksmusiker
- Gregor Fichtner (1828–1901), Papierfabrikant und Reichstagsabgeordneter
- Heinz Lammerding (1905–1971), Hauptverantwortlicher für die Massaker in Oradour-sur-Glane und Tulle, verbrachte hier seinen Lebensabend
- Michael Gistl (1920–1997), Bürgermeister (1948–1990) und Ehrenbürger von Greiling, Gedenkstein am Michael-Gistl-Platz beim früheren Rathaus
- Sebastian und Peter Horn, Musiker der Popband Bananafishbones, sind ursprünglich aus Greiling.
- Christian Zehetmair, deutscher Drachenflieger
- Simon Fischhaber (* 1990), deutscher Eishockeyspieler in der Deutschen Eishockey Liga
- Peter Lindlbauer (* 1991), deutscher Eishockeyspieler in der Deutschen Eishockey Liga